# Paolo Cozzi
Pour les articles homonymes, voir Cozzi.
Paolo Cozzi est un joueur de volley-ball italien né le 26 mai 1980 à Milan. Il mesure 2,00 m et joue central. Il totalise 87 sélections en équipe nationale d'Italie.

## Biographie
Il est fait officier de l'Ordre du Mérite de la République italienne en 2004.

## Clubs
| Club   | Pays   | De        | À         |
| ------ | ------ | --------- | --------- |
| Milan  | Italie | 1998-1999 | 2002-2003 |
| Modène | Italie | 2003-2004 | 2004-2005 |
| Cuneo  | Italie | 2005-2006 | …         |

## Palmarès

### En club
- Coppa Italia : 2006

Coppa CEV 2004 avec Modena

### En équipe nationale d'Italie
- Championnat d'Europe : 2003, 2005